# Natalizumab
Natalizumab (Tysabri) är ett läkemedel som används för att behandla sjukdomen multipel skleros (MS). Natalizumab är en så kallad monoklonal antikropp, det vill säga identiska antikroppar som kommer från samma B-cell. Antikropparna binds till proteiner i kroppen så att den skadliga effekten av proteinet reduceras. 
Vid MS reagerar kroppens immunceller mot ett ämne i centrala nervsystemet, myelin. Myelin ligger lindat runt nervtrådarna och fungerar som en slags isolering som är viktig för att nervsignalerna ska fortskrida i snabb takt utan att störas på vägen. Den inflammation som uppstår när immunförsvaret angriper vävnaden kan leda till ärrbildning, som får till följd att nervsignaler inte kan överföras som vanligt mellan hjärnan och resten av kroppen. Det ger olika fysiska och psykiska påföljder som till exempel känselbortfall, gångsvårigheter, suddig syn, yrsel och allmän trötthet. Natalizumab hindrar de celler som orsakar ärrbildning att komma in i hjärnan, vilket ger minskade mängd nervskador. 
Det har i kliniska prövningar påvisats att användning av natalizumab reducerad utvecklingstakten är de funktionsnedsättande effekterna av MS till ungefär 50 % samt minskar mängden skov med uppskattningsvis två tredjedelar. Vid användning av natalizumab kan det kännas som om ingen förbättring sker, även om en sådan görs. Natalizumab motverkar och hindrar MS från att försämras. 